# Mended
Mended es el séptimo álbum en general y el tercer álbum de estudio en inglés del cantante puertorriqueño Marc Anthony, publicado el 21 de mayo de 2002 por Columbia Records y Sony Discos. Fue relanzado en el año 2003 como Mended: Bonus Tracks.
Después de varios cambios de fecha de publicación, Marc Anthony lanzó Mended a mediados del 2002, poco después de lanzar Libre el año 2001. Mended entrega más de las apasionadas, urgentes canciones de Anthony de amor y traición, destinadas para el consumo masivo. El álbum incluye los éxitos "I've Got You", la versión en español "Te tengo aquí", "Love Won't Get Any Better", así como el bien conocido sencillo "Tragedy". Bruce Springsteen compuso una canción, "I'll Stand By You Always", para Marc Anthony, pero la canción fue omitida del álbum por razones desconocidas.

## Lista de canciones
|     |                                 |                                                                        |          |  |  |  |  |  |  |  |
| N.º | Título                          | Escritor(es)                                                           | Duración |  |  |  |  |  |  |  |
| 1.  | «Love Won't Get Any Better»     | Marc Anthony, Dan Shea, Kara DioGuardi, Cory Rooney                    | 3:38     |  |  |  |  |  |  |  |
| 2.  | «She Mends Me»                  | Marc Anthony, Dan Shea, Kara DioGuardi, Cory Rooney                    | 3:18     |  |  |  |  |  |  |  |
| 3.  | «I've Got You»                  | Kara DioGuardi, Cory Rooney                                            | 3:51     |  |  |  |  |  |  |  |
| 4.  | «I Need You»                    | Cory Rooney                                                            | 4:11     |  |  |  |  |  |  |  |
| 5.  | «Tragedy»                       | Rob Thomas, Cory Rooney                                                | 4:07     |  |  |  |  |  |  |  |
| 6.  | «I Reach for You»               | Marc Anthony, Dan Shea, Kara DioGuardi, Cory Rooney                    | 3:27     |  |  |  |  |  |  |  |
| 7.  | «I Swear»                       | Marc Anthony, Kara DioGuardi, Cory Rooney, Steve Morales, David Seigel | 3:46     |  |  |  |  |  |  |  |
| 8.  | «Don't Tell Me It's Love»       | Marc Anthony, Dan Shea, Kara DioGuardi                                 | 3:36     |  |  |  |  |  |  |  |
| 9.  | «Do You Believe in Loneliness»  | Marc Anthony, Dan Shea, Kara DioGuardi, Cory Rooney                    | 4:04     |  |  |  |  |  |  |  |
| 10. | «Give Me a Reason»              | Dan Shea, Kara DioGuardi, Cory Rooney                                  | 3:11     |  |  |  |  |  |  |  |
| 11. | «I Wanna Be Free»               | Marc Anthony, Dan Shea, Kara DioGuardi                                 | 3:59     |  |  |  |  |  |  |  |
| 12. | «Everything You Do»             | Marc Anthony, Andrew Fromm, Keith Follese                              | 3:24     |  |  |  |  |  |  |  |
| 13. | «Te tengo aquí» (I've Got You)) | Alejandro Lerner, Kara DioGuardi, Cory Rooney, Gizelle D'Cole          | 3:50     |  |  |  |  |  |  |  |

| Bonus tracks |                               |          |  |
| N.º          | Título                        | Duración |  |
| 14.          | «Me haces falta» (I Need You) | 3:50     |  |
| 15.          | «Tragedia» (Tragedy)          | 3:47     |  |

## Posiciones en la lista de éxitos
| Conteo (2002/2003)     | Puesto |
| ---------------------- | ------ |
| U.S. Billboard 200     | 3      |
| Portugal Top 50 Albums | 11     |

### Sencillos
| Año  | Conteo                                       | Sencillo      | Posición |
| ---- | -------------------------------------------- | ------------- | -------- |
| 2002 | Canadian Singles Chart                       | I Need You    | 22       |
| 2002 | Billboard Adult Contemporary                 | I've Got You  | 23       |
| 2002 | Billboard Dance Music/Club Play Singles      | I've Got You  | 22       |
| 2002 | Billboard Hot Dance Music/Maxi-Singles Sales | I've Got You  | 5        |
| 2002 | Billboard Hot 100                            | I've Got You  | 81       |
| 2002 | Billboard Latin Pop Airplay                  | Te tengo aquí | 37       |
| 2002 | Billboard Latin Tropical/Salsa Airplay       | Te tengo aquí | 17       |

## Créditos del álbum
- Marc Anthony - voz principal
- Michael Thompson - guitarras eléctricas y acústicas
- Renne Toledo - guitarras acústicas y cuerda de nylon
- Eric Kupper - guitarras, teclados, programación
- Chieli Minucci - guitarras
- Andy Abad - guitarras
- David Dominguez - guitarras
- Juan A Gonzalez - piano, teclados
- Cory Rooney - teclados, programación, coros
- Dan Shea - teclados, programación
- Marc Russell - bajos
- Erben Perez - bajos
- Bobby Allende - percusión
- Richie Jones - programación
- Wendy Pederson - coros
- Raul Midon - coros
- Shelen Thomas - coros